# Hans Henrik Taube
Hans Henrik Taube, född 18 mars 1698, död 11 september 1766 i Stockholm, var en svensk greve och hovmarskalk.

## Biografi
Hans Henrik Taube föddes 1698. Han var son till fältmarskalken Gustaf Adam Taube af Kudding och Anna Dorotea von Fersen. Taube blev 28 november 1715 fänrik vid general Rancks regemente i hessisk tjänst och 10 april 1717 fänrik vid prins Maximilans regemente. Han blev 28 augusti 1717 löjtnant vid prins Maximilians regemente och 3 april 1718 svensk kammarjunkare. Taube blev 1718 generaladjutant hos kung Fredrik I, 1720 kammarherre med lön och utnämndes 7 november 1748 till riddare av Svärdsorden. Han blev 5 november 1739 hovmarskalk, med lön 24 april 1761 och utnämndes 26 november 1759 till kommendör av Nordstjärneorden. Taube avled 1766 i Stockholm.

### Familj
Taube gifte sig 21 juni 1721 med friherrinnan Barbro Fredrik von Albedyl, dotter till generalllöjtnanten Henrik Otto Albedyl och Elisabet Anna von Schwicheldt. De fick tillsammans barnen Fredrik Adam Taube (född 1723), Ulrika Charlotta Taube (1724–1780) som var gift med kammarherren Anthony De Geer och generalen Johan Vilhelm Sprengtport, Sofia Elisabet Taube (1726–1802) som var gift med kammarrådet Jöns Steuch, generallöjtnanten Jakob Johan Taube (1727–1799), Henrietta Taube (1731–1785) och ett barn (född 1734).